# Saint Louis University Madrid Campus
Saint Louis University ─ Madrid Campus es la filial en España de la Universidad de San Luis en Misuri, ubicada en Madrid. Saint Louis University es una universidad privada, católica (jesuita) fundada en 1818 en los Estados Unidos de América.

## Historia
El campus de Madrid empezó como un pequeño programa de estudios en el extranjero para los alumnos de la Saint Louis University, fundado por el Padre Raymond L. Sullivant, S.J. en los años 60. El éxito inicial del programa animó al Padre Sullivant a ofrecer clases conjuntamente con la Universidad Pontificia Comillas, y más adelante, en 1967, a establecer el campus de Madrid como un programa permanente e independiente en unas instalaciones situadas entre la Universidad Complutense de Madrid y el centro de la ciudad. El programa de asignaturas generales de humanidades ofrecidas en Madrid atrajo a estudiantes españoles, y en una sola década la universidad acogió a cientos de estudiantes que cursaban los dos primeros años del grado en Madrid.
El éxito del concepto de una universidad jesuita americana en Madrid llevó a la universidad a construir un campus propiamente dicho. Adquirió los edificios que hoy se denominan Padre Rubio Hall y Padre Arrupe Hall, y en 1996 Saint Louis University ─ Madrid fue la primera universidad americana oficialmente reconocida por la Consejería de Educación y Cultura de la Comunidad de Madrid. Desde entonces, además de los alumnos extranjeros que realizan programas de intercambio y los alumnos de todo el mundo que comienzan sus estudios en Madrid, el campus de Madrid ofrece titulaciones homologables que reflejan su vocación internacional, incluyendo negocios internacionales, marketing, informática, comunicación, ciencias políticas, económicas, lengua inglesa y filología hispánica. 
En 2011 la universidad amplió su campus en Madrid adquiriendo y renovando el edificio de San Ignacio Hall, añadiendo espacios para sus estudiantes y profesores (incluyendo un auditorio, una nueva biblioteca y una cafetería). 
Hoy Saint Louis University en Madrid está ampliamente reconocido como un centro de educación internacional en España, comprometido con los ideales de servicio y liderazgo que alumnos, profesores y personal han defendido desde 1818.

## Edificios

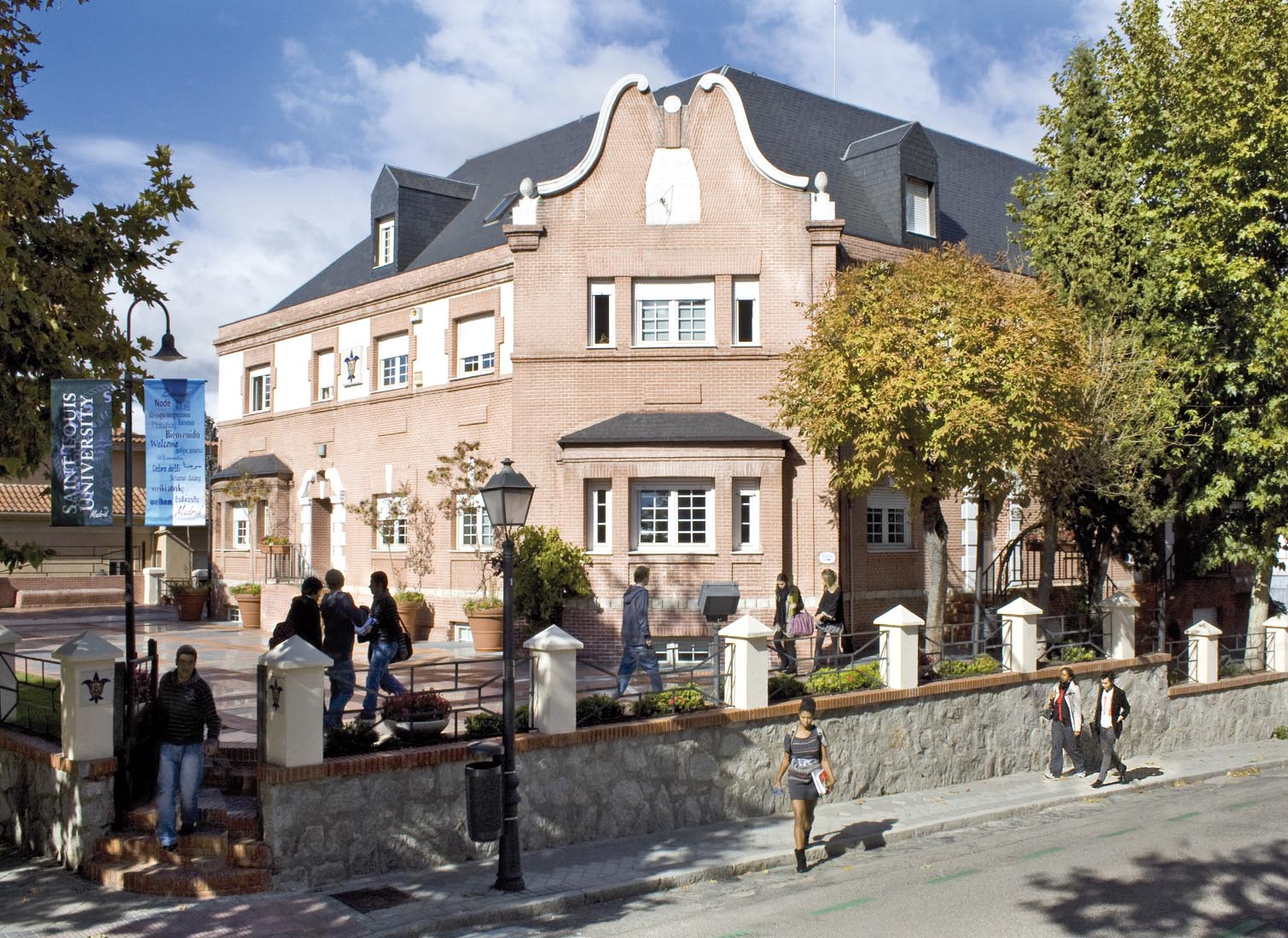
Fachada del SLU Madrid Campus, edificio Padre Arrupe

El campus se compone de tres edificios históricos renovados, con carácter español tradicional: Padre Arrupe, Padre Rubio y San Ignacio, más el Manresa Hall, una nueva adquisición en 2023. Estos cuatro edificios contienen aulas, despachos de profesores y administración, zonas de estudio, salas de ordenadores, laboratorios, cafetería, librería, estudio de arte y biblioteca. Todos los edificios del campus están equipados con acceso a internet. Los estudiantes que necesitan alojamiento pueden aprovechar la opción de alojarse con una familia de acogida, lo que les ofrece la oportunidad de sumergirse de lleno en la cultura española. El campus de Madrid también ofrece ayuda a los estudiantes que buscan alojamiento fuera de la universidad, ya sea en un Colegio Mayor o en un apartamento.

## Billiken
El Billiken es la mascota oficial de Saint Louis University desde hace más de 100 años. La historia dice que el Billiken es un talismán que trae buena suerte. Un Billiken lidera, aprende y sirve. La mascota de SLU es una representación adecuada de la esencia de la universidad y de la experiencia única que los estudiantes reciben durante sus estudios en SLU-Madrid. Los estudiantes evolucionan y se convierten en SLU Blillikens, dedicándose a la experiencia que les ha ofrecido, siendo ciudadanos brillantes, activos, aventureros y extraordinarios.

## Perfil del campus de Madrid
- Accreditación: Acreditado por el Higher Learning Commission y reconocido por la Consejería de Ciencia, Universidades e Innovación de la Comunidad de Madrid.
- Alojamiento: Familias, residencias de estudiantes y colegios mayores.
- Rangos en la clasificación: La sección «Las mejores universidades estadounidenses» del U.S. News & World Report posiciona a Saint Louis University, de manera constante, entre las 100 mejores instituciones de enseñanza e investigación, demostrando ser una de las mejores universidades jesuitas en EE. UU.
- Idioma de estudios: El primer idioma de instrucción es el inglés, aunque ciertos cursos son impartidos en español.
- Profesorado: 150
- Proporción alumnos:profesores: 12:1
- Tamaño medio de clase: 16 estudiantes
- Alumnado: 1200 alumnos, 70 % estadounidenses, 15 % españoles y 15 % procedentes de 69 nacionalidades diferentes. 60 % mujeres y 40 % hombres.
- Localización e instalaciones: El campus de Madrid está situado cerca de la zona de Ciudad Universitaria de Madrid, con acceso fácil al centro histórico de la ciudad y muchas otras universidades de Madrid. Además de biblioteca, cafetería y conexión inalámbrica, la universidad está dotada de laboratorios de física, química y biología.

## Titulaciones académicas
El campus de Madrid ofrece las siguientes titulaciones y programas:
Titulaciones de «Bachelor»:
- Ciencias de la información (énfasis internacional)
- Ciencias políticas
- Económicas (B.A./B.S.)
- Estudios internacionales
- Estudios medioambientales
- Filología hispánica
- Filología inglesa
- Filosofía (incluye un semestre en el campus de St. Louis)
- Historia
- Historia del arte
- Informática (B.A./B.S.)
- Ingeniería mecánica
- Marketing
- Negocios internacionales
- Psicología

Además de los programas ofrecidos por el campus de Madrid, Saint Louis University ofrece más de 70 especialidades que se pueden completar con unos cuatro semestres de estudios en el campus de Madrid, seguidos por la transferencia al campus principal de St. Louis para la finalización de dichos programas. 
Títulos de «Minors» o especialidades secundarias compatibles con el «Bachelor»:
- Artes Escénicas
- Biología
- Ciencias de la Información
- Ciencias Empresariales
- Ciencias Políticas
- Comunicación
- Economía
- Estudio de Arte (Bellas Artes)
- Escritura creativa
- Estudios Católicos
- Estudios de la Mujer y de Género
- Estudios Iberoamericanos
- Estudios Internacionales
- Estudios sobre Oriente Medio
- Estudios Teológicos
- Filología española
- Filología inglesa
- Filosofía
- Historia
- Historia del Arte
- Iniciativa empresarial (Entrepreneurship)
- Informática
- Lenguas Modernas y Comunicación Intercultural
- Marketing
- Matemáticas
- Negocios Internacionales
- Nutrición, Salud y Bienestar
- Psicología

Programas de postgrado:
- Máster en Filología y literatura hispánica
- Máster en Ciencias políticas con especialización en relaciones internacionales

## Titulaciones compartidas con el campus de St. Louis
SLU-Madrid permite a los estudiantes completar los 2 o 3 primeros años de las más de 70 titulaciones ofrecidas por Saint Louis University. Los estudiantes de carreras como biología, ingenierías o enfermería, por ejemplo, pueden comenzar su carrera en Madrid y trasladarse más tarde a St. Louis para terminar sus estudios.

## Profesorado

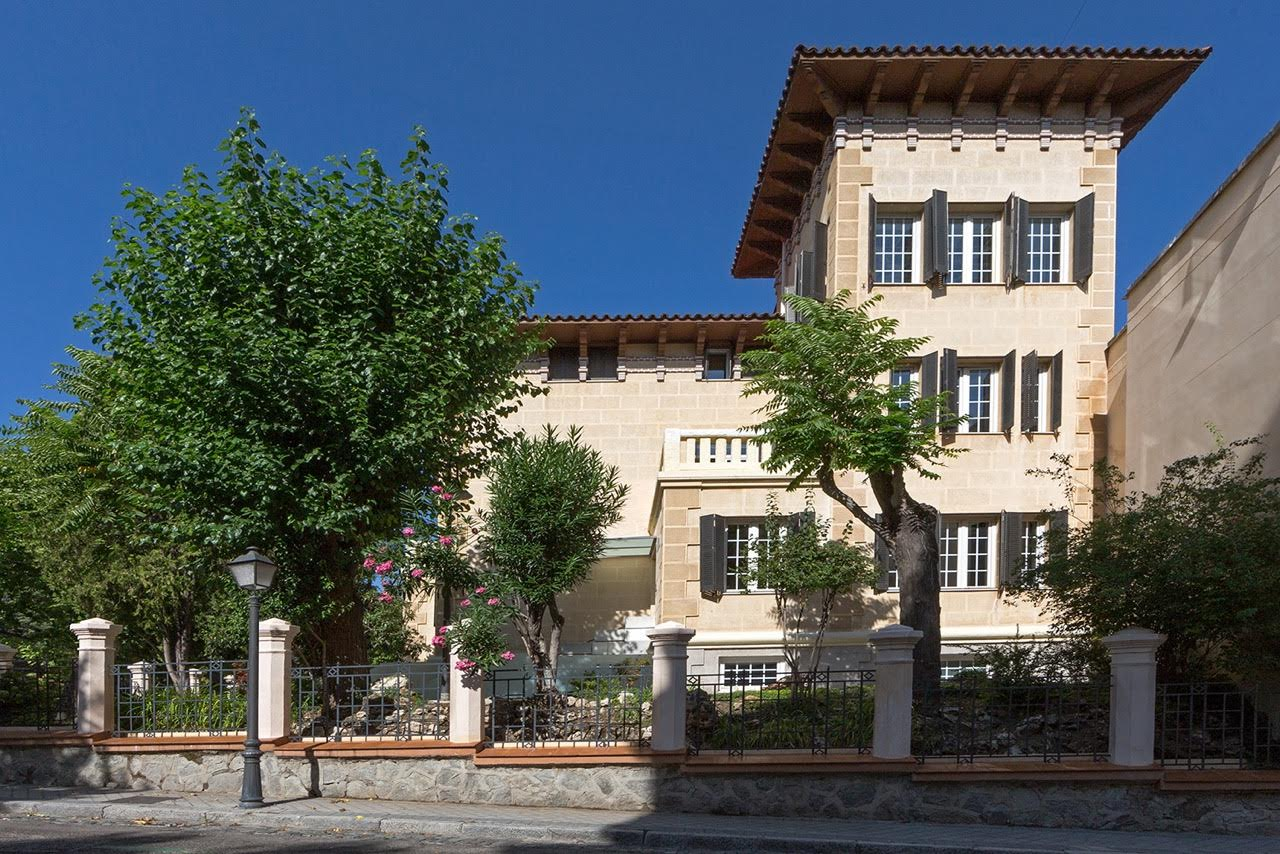
Fachada del SLU Madrid Campus, edificio Padre Rubio

Siguiendo una tradición que fomenta la diversidad y la excelencia académica, el profesorado de SLU-Madrid está compuesto por mentores e investigadores que están titulados en las mejores y más prestigiosas universidades del Mundo como son Harvard University, University of Illinois at Urbana-Champaign, University of California Berkeley, University of Iowa, Sheffield University, U.K., Technical University of Madrid (UPM), Johns Hopkins University, Arizona State University, Stanford University, Fordham University, Columbia University, Queen Mary College, University of London, Tulane University, Northeastern University, State University of New York at Stony Brook, University of Paris-VIII, University of Manchester, UK, University of Denver, Universidad de Barcelona, University of Warwick, UK, University of Bath, UK, Boston University, University of Cincinnati, Washington University in St Louis, University of Genoa, University of Pretoria, South Africa, entre otras.